# Brian Blessed
Brian Blessed est un acteur, réalisateur, chanteur, écrivain, explorateur et alpiniste britannique, né à Mexborough (Yorkshire) le 9 octobre 1936.

## Biographie
Il étudie à l'École de théâtre du Bristol Old Vic et y débute sur la scène en 1956. Interprétant entre autres des pièces de William Shakespeare, il le jouera ainsi en 1983 et 1984, au sein de la Royal Shakespeare Company dont il sera membre, aux côtés notamment de Kenneth Branagh (qui le dirigera ensuite dans quatre de ses adaptations shakespeariennes au cinéma — voir filmographie ci-après —). Également chanteur, il apparaît aussi dans des comédies musicales (parmi elles, la création en 1981, à Londres, de Cats).
Comme acteur, il se produit depuis 1966 au cinéma et depuis 1963 à la télévision (séries, téléfilms). En outre, il est lui-même réalisateur de deux adaptations de Shakespeare au cinéma, en 1997 et 1999.
Ayant eu par ailleurs des activités d'alpiniste et d'explorateur (à l'Everest, au Pôle Nord...), il a écrit quelques livres dans lesquels il relate ses expériences : The Turquoise Mountain (1991)  ; Nothing's Impossible (1994) ; To the Top of the World (1995) ; Quest for the Lost World (1999). On lui doit aussi une autobiographie sur ses années de jeunesse, The Dynamite Kid (1992).
Homme d'une stature peu commune (il est de corpulence très forte), doté d'un visage doux et d'une barbe épaisse et fournie, ses apparitions marquent les films et séries dans lesquels il joue, comme dans Flash Gordon, où il campe le personnage du prince Vultan ou dans Robin des Bois, prince des voleurs avec Kevin Costner, où il interprète le rôle du père de Robin des Bois.

## Filmographie partielle

### Cinéma
- 1962 : Alerte sur le Vaillant (The Valiant) de Roy Ward Baker
- 1971 : Les Troyennes (The Trojan Women), de Michael Cacoyannis :
- 1972 : L'Homme de la Manche (Man of La Mancha), d'Arthur Hiller :
- 1972 : Les Six femmes d'Henry VIII (Henry VIII and his Six Wives), de Waris Hussein :
- 1980 : Flash Gordon de Mike Hodges : le prince Vultan
- 1983 : Les Aventuriers du bout du monde (High Road to China), de Brian G. Hutton : Suleman Khan
- 1989 : Henry V de Kenneth Branagh : Exeter
- 1991 : Robin des Bois, prince des voleurs (Robin Hood : Prince of Thieves) de Kevin Reynolds : Lord Locksley (père de Robin)
- 1993 : Beaucoup de bruit pour rien (Much ado about nothing), de Kenneth Branagh : Antonio
- 1996 : Hamlet de Kenneth Branagh : Le fantôme du père d'Hamlet
- 1997 : Macbeth (+ coréalisateur, avec Jeremy Freeston) :
- 1999 : King Lear de lui-même : le Roi Lear
- 1999 : Tarzan de Kevin Lima et Chris Buck : Clayton (voix)
- 1999 : Star Wars, épisode I : La Menace fantôme (Star Wars, Episode I : The Phantom Menace), de George Lucas : Boss Nass (voix)
- 1999 : Toy Story 2 de John Lasseter : Bétail (voix)
- 2004 : Alexandre (Alexander), d'Oliver Stone : l'entraîneur de lutte
- 2006 : Comme il vous plaira (As you like it), de Kenneth Branagh :
- 2012 : Les Pirates ! Bons à rien, mauvais en tout (The Pirates! Band of Misfits), de Peter Lord et Jeff Newitt : le roi pirate (voix)
- 2013 : Legends of Oz: Dorothy's Return de Will Finn et Dan St. Pierre (en) : Juge Brise-mâchoire (voix)

### Télévision
- 1962-1978 : Z-Cars :  (113 épisodes)
- 1967-1969 : Première série Chapeau melon et bottes de cuir (The Avengers), Saison 5, épisode 12 Le Dernier des sept (The Superlative Seven, 1967) de Sidney Hayers ; Saison 6, épisode 18 Le Matin d'après (The Morning after, 1969) de John Hough ;
- 1972-1973 : Arthur, roi des Celtes (Arthur of the Britons) : (7 épisodes)
- 1975 : Regan (The Sweeney) : (saison 1, épisode 1 : Ringer)
- 1975 : Cosmos 1999 (Space : 1999), de Charles Crichton : Pr. Cabot Rowland (Saison 1, épisode 14 : Un autre royaume de la mort)
- 1976 : Cosmos 1999 (Space : 1999) :  (saison 2, épisode 1 La Métamorphose)
- 1976 : Moi Claude empereur (I, Claudius) : Auguste (5 épisodes)
- 1983 : La Vipère noire (The Black Adder ou Blackadder) : (6 épisodes)
- 1983 : Naissance d'un château fort (Castle) : Maître James de Babbington
- 1984 : Les Derniers Jours de Pompéi (The Last Days of Pompeii), de Peter Hunt : Olinthus
- 1986 : Doctor Who : épisode « The Trial of a Time Lordː Mindwarp » : Le Roi Yrcanos
- 1987 : Guillaume Tell : saison 1 épisodes 11 (L'Imposteur), 12 (Le Col), 13 (La Mésalliance) : Gaston
- 1991 : Une affaire d'honneur (Prisoner of Honor), de Ken Russell (téléfilm) :
- 1994 : MacGyver et Le Trésor perdu de l'Atlantide (Lost Treasure of Atlantis): Atticus

### Jeux vidéo
- 1996 : Privateer 2: The Darkening : Oncle Kashumai
- 2018 : Kingdom Come: Deliverance : Konrad Kyeser
- 2019 : Total War: Warhammer 2 : Gotrek Gurnisson
- 2021 : Evil Genius 2[1] : Red Ivan

## Théâtre
La sélection ci-dessous mentionne des représentations ayant eu lieu à Londres (sauf mention contraire).
- 1956-1957 : Noces de sang (Blood Wedding), pièce de Federico García Lorca (à Bristol)
- 1957-1958 : The Room, pièce de Harold Pinter ; Camino Real (en), pièce de Tennessee Williams, avec Patrick Stewart (à Bristol)
- 1965-1966 : Incident at Vichy, pièce d'Arthur Miller, avec Nigel Davenport, Alec Guinness, Anthony Quayle
- 1980-1981 : Macbeth, pièce de William Shakespeare, mise en scène de Bryan Forbes, avec Bernard Archard, Peter O'Toole
- 1981 : Cats, comédie musicale, musique d'Andrew Lloyd Webber, lyrics de Trevor Nunn, livret d'Andrew Lloyd Webber, Trevor Nunn et Gillian Lynne, d'après T. S. Eliot, mise en scène de Trevor Nunn et Gillian Lynne, chorégraphie de ce dernier, avec Elaine Paige (création mondiale)
- 1983-1984 : Henry V, pièce de William Shakespeare, avec Kenneth Branagh, Ian McDiarmid (production de la Royal Shakespeare Company, à Stratford-upon-Avon)
- 1984-1985 : Hamlet, pièce de William Shakespeare, avec Kenneth Branagh (production de la Royal Shakespeare Company, à Stratford-upon-Avon)
- 1989 : Metropolis, comédie musicale, musique de Joe Books, lyrics de Dusty Hughes et Joe Books, livret de Dusty Hughes, d'après le film homonyme de 1927, mise en scène de Jérôme Savary
- 1994-1995 : Le Magicien d'Oz (The Wizard of Oz), comédie musicale, musique de Harold Arlen, lyrics de E.Y. Harburg, adaptation de John Kane d'après le film homonyme de 1939, basé sur les écrits de L. Frank Baum (production de la Royal Shakespeare Company créée à Londres en 1987 ; reprise, à Bath)
- 2002 : Chitty Chitty Bang Bang, comédie musicale, musique et lyrics de Richard M. Sherman et Robert B. Sherman, livret de Jeremy Sams, d'après le film homonyme de 1968, basé sur le livre Chitty Chitty Bang Bang : The Magical Car de Ian Fleming, mise en scène d'Adrian Noble, chorégraphie et direction musicale de Gillian Lynne